# Minecraft Legends
Minecraft Legends es un juego derivado de Minecraft con la temática de estrategia desarrollado por Mojang Studios y Blackbird Interactive y publicado por Xbox Game Studios. Lanzado en Microsoft Windows, Xbox One, Xbox Series X/S, Nintendo Switch, PlayStation 4 y PlayStation 5,  el 18 de abril de 2023.

## Lanzamiento
El juego fue anunciado en un tráiler en el canal de YouTube de Minecraft y de Xbox el 12 de junio de 2022, con un lanzamiento previsto para el 18 de abril de 2023.[cita requerida]
En la Minecraft Live 2022, se anunció que saldría para la primavera de 2023.
En el juego, al contrario de Minecraft, los monstruos pueden convertirse en tus amigos y tendrás que dirigirlos para acabar con los malvados piglins